# 鉄剣・鉄刀銘文
鉄剣・鉄刀銘文（てっけん・てっとうめいぶん）は、鉄製の剣または刀に記された文字資料のこと。また、銘文のある鉄剣を在銘鉄剣（ざいめいてっけん）と呼ぶことがある。本項では日本の古墳からの出土品と石上神宮伝世の七支刀・四天王寺伝世の丙子椒林剣について述べる。なお、ここでいう剣は両刃、刀は片刃の武器を指す。これらは古墳時代の情報を知るための貴重な史料である。

## 東大寺山古墳出土の「中平」銘大刀

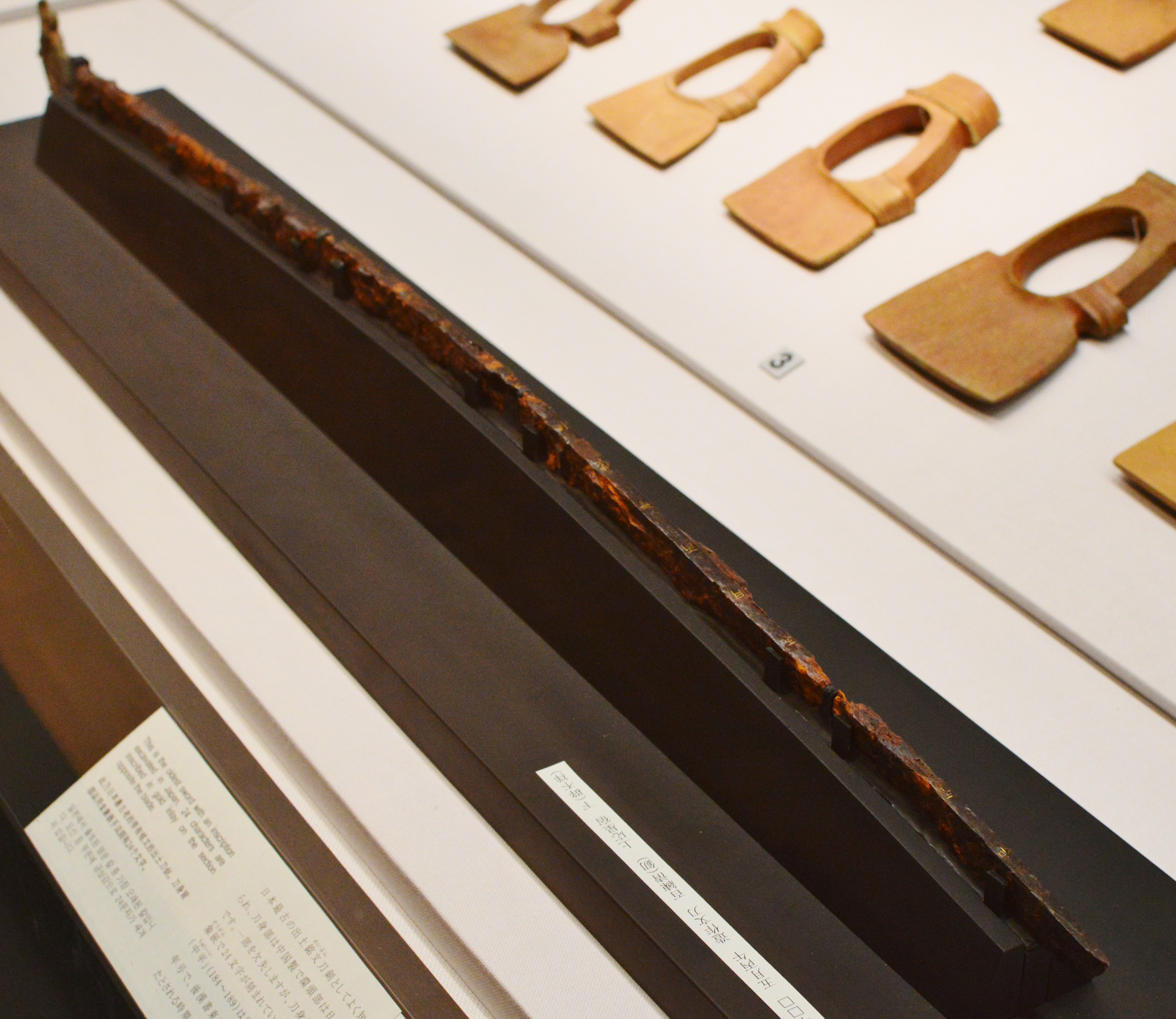
金錯銘花形飾環頭大刀先端部（画像下側）に「中平」銘（逆向き）。東京国立博物館展示。

1962年（昭和37年）奈良県天理市の東大寺山古墳から出土した鉄刀である。鉄刀は長さ110センチメートルで、金象嵌が検出された。推定銘文は、次の通りである。
「中平□□　五月丙午　造作支刀　百練清剛　上応星宿　□□□□」

## 石上神宮伝世の七支刀
七支刀は、神功皇后の時代に百済の国から奉られたと伝えられ、奈良県天理市石上神宮に保存されていた。七支刀の名は、鉾に似た主身の左右から三本ずつの枝刃を出して計て七本の刃を持つ形に由来すると考えられる。主身に金象嵌の文字が表裏計61字記されている。
銘文
- 表

| 泰□四年□月十六日丙午正陽造百錬□七支刀□辟百兵宜供供（異体字、尸二大）王□□□□作 |

また
| 泰□四年十□月十六日丙午正陽造百錬□七支刀□辟百兵宜供供侯王□□□□作 |

- 裏

| 先世（異体字、ﾛ人）来未有此刀百済□世□奇生聖（異体字、音又は晋の上に点）故為（異体字、尸二大）王旨造□□□世 |

また
| 先世以来未有此刀百濟□世□奇生聖音故為倭王旨造□□□世 |

## 稲荷台1号墳出土の「王賜」銘鉄剣

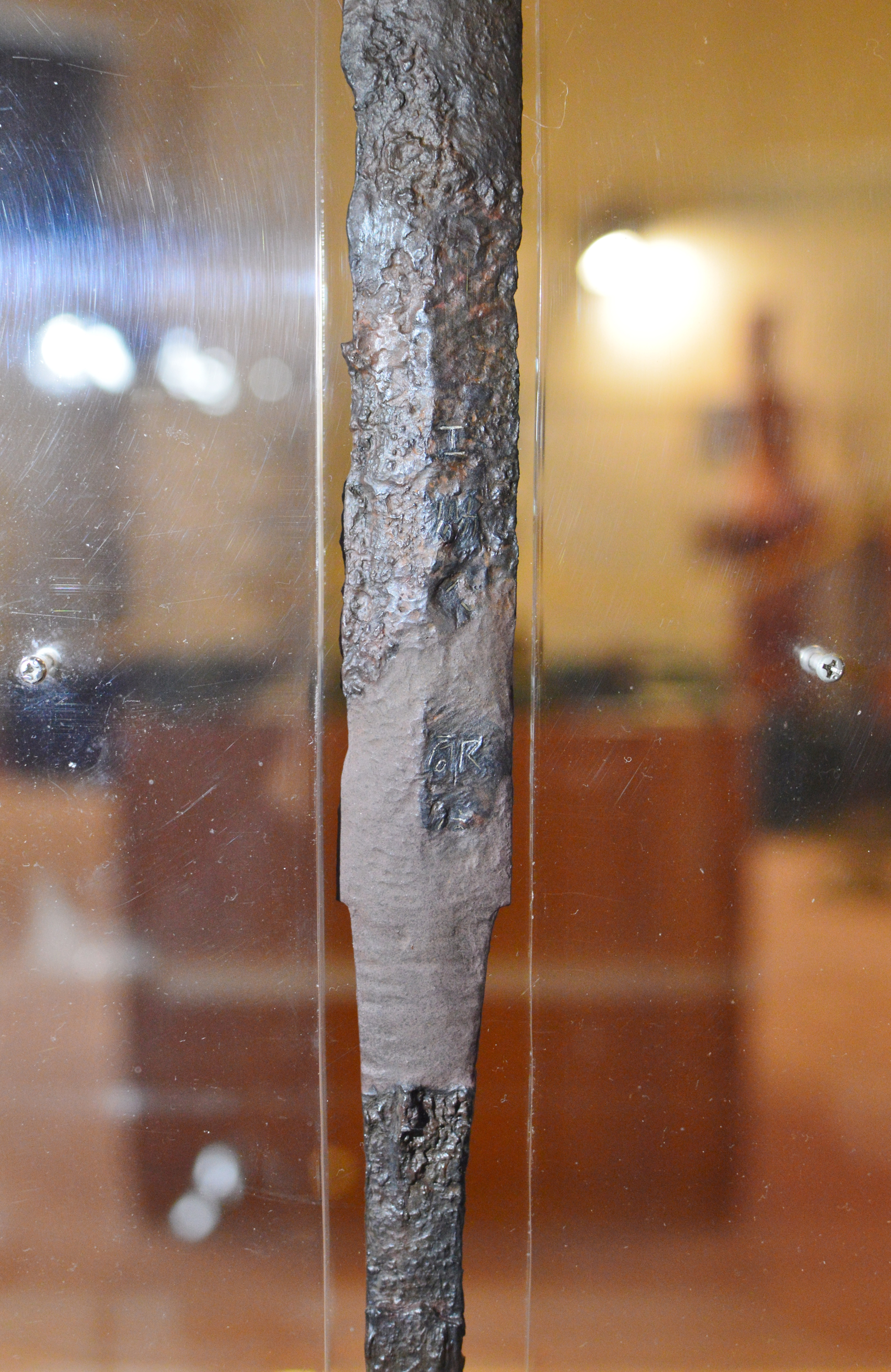
「王賜」銘鉄剣
（複製）市原市埋蔵文化財調査センター展示。

千葉県市原市の稲荷台1号墳から出土した鉄剣である。同古墳には2基の木棺が納置され（中央木棺と北木棺）、鉄剣は中央木棺から検出された。
鉄剣には、銀象嵌で、表面に「王賜□□敬□（安）」、裏面に「此廷□□□□」と記されている。鉄剣に紀年が記されていないが、木棺に収められていた鋲留短甲と鉄鏃の形式から5世紀中葉と見られている。
銘文を読み下すと、「王、□□を賜う。敬（つつし）んで安ぜよ。此の廷（刀）は、□□□」となる。内容は、王への奉仕に対して下賜するという類型的な文章で、「王から賜った剣をつつしんで取るように」ということである。被葬者は2人の武人であり、房総半島の一角に本拠をもつ武人が畿内の「王」のもとに出仕して奉仕し、その功績によって銀象嵌の銘文を持つ鉄剣を下賜されたものと考え、銘文中の「王」を倭の五王のうちの「済」（允恭天皇）とする説が有力である。しかし和歌山県隅田八幡神社所蔵の鏡銘に「大王」の記述が見られ、この鏡の銘の癸未年を443年とすると允恭天皇は「大王」を名乗っていたと推測されることから、「王」を上海上の首長である対岸の姉崎二子塚古墳の被葬者とみる説もある。
ほか、銘文の特徴としては、「王賜」の画線が他の文字よりも太く、文字間隔が大きい。また「王賜」の二字が裏面の文字より上位に配置されている。こうした書き方は、貴人に敬意を表す時に用いる擡頭法（たいとうほう）という書法である。

## 江田船山古墳出土の銀錯銘大刀

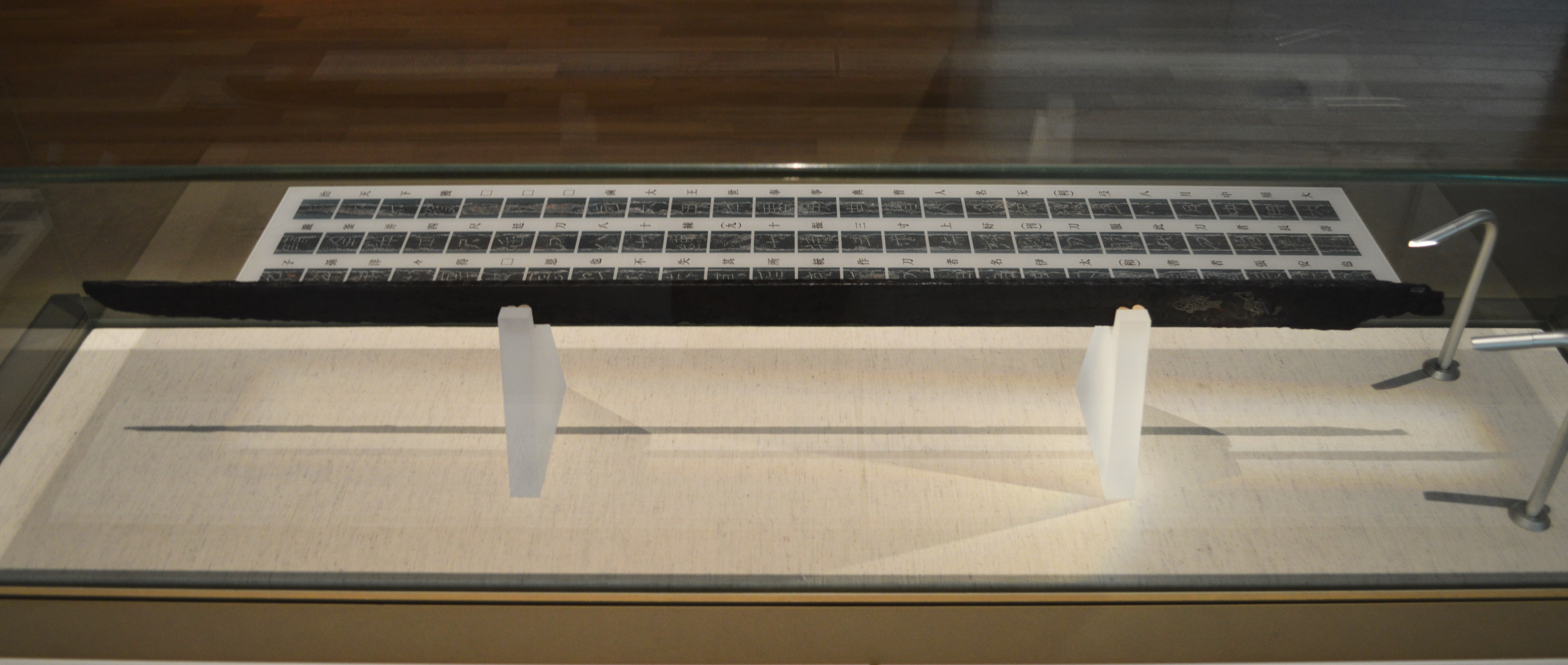
江田船山古墳出土鉄刀（国宝）
東京国立博物館展示。

鉄刀（国宝）銘文
「治天下獲□□□鹵大王」表記は写真右上。

1873年（明治6年）、熊本県玉名郡和水町（たまなぐんなごみまち）にある江田船山古墳から横口式家型石棺が検出され、内部から多数の豪華な副葬品が検出された。この中に全長90.6センチメートルで、茎（なかご）の部分が欠けて短くなっているが、刃渡り85.3センチメートルの大刀（直刀）があり、その峰に銀象嵌の銘文があった。大正末期に日本刀の研師により研磨された。字数は約75字で、剥落した部分が相当ある（研磨の際に失われた可能性が高い）。
- 銘文[6]

| 治天下獲□□□鹵大王世奉事典曹人名无利弖八月中用大鉄釜并四尺廷刀八十練九十振三寸上好刊刀服此刀者長寿子孫洋々得□恩也不失其所統作刀者名伊太和書者張安也 ＜訓読＞ 天の下治らしめし獲□□□鹵大王の世、典曹に奉事せし人、名は无利弖、八月中、大鉄釜を用い、四尺の廷刀を并わす。八十たび練り、九十たび振つ。三寸上好の刊刀なり。此の刀を服する者は、長寿にして子孫洋々、□恩を得る也。其の統ぶる所を失わず。刀を作る者、名は伊太和、書するのは張安也。 |

## 稲荷山古墳出土の金錯銘鉄剣
| 稲荷山古墳出土鉄剣（国宝）埼玉県立さきたま史跡の博物館展示。左は表面、右は裏面。 |  | 稲荷山古墳出土鉄剣（国宝）埼玉県立さきたま史跡の博物館展示。左は表面、右は裏面。 |
| 稲荷山古墳出土鉄剣（国宝）埼玉県立さきたま史跡の博物館展示。左は表面、右は裏面。 |  |                                                                                  |

1968年（昭和43年）、埼玉県行田市稲荷山古墳から出土した「金錯銘鉄剣」である。全文115字からなる金象嵌の銘文が記されている。全長73.5センチメートル、中央の身幅3.15センチメートル、鉄剣の表に57字、裏に58字の計115字の銘文が記されている。タガネで鉄剣の表裏に文字を刻み、そこに金線を埋め込んでいる。優れた技術者がいたと推測される。
- 表の銘文

| 辛亥年七月中記乎獲居臣上祖名意富比垝其児多加利足尼其児名弖已加利獲居其児名多加披次獲居其児名多沙鬼獲居其児名半弖比 ＜訓読＞ 辛亥の年七月中、記す。ヲワケの臣。上祖、名はオホヒコ。其の児、（名は）タカリのスクネ。其の児、名はテヨカリワケ。其の児、名はタカヒ（ハ）シワケ。其の児、名はタサキワケ。其の児、名はハテヒ。 |

- 裏の銘文

| 其児名加差披余其児名乎獲居臣世々為杖刀人首奉事来至今獲加多支鹵大王寺在斯鬼宮時吾左治天下令作此百練利刀記吾奉事根原也 ＜訓読＞ 其の児、名はカサヒ（ハ）ヨ。其の児、名はヲワケの臣。世々、杖刀人の首と為り、奉事し来り今に至る。ワカタケル（クヮクカタキル）の大王の寺、シキの宮に在る時、吾、天下を左治し、此の百練の利刀を作らしめ、吾が奉事の根原を記す也。 |

## 元岡G-6号墳出土の金錯銘大刀（庚寅銘大刀）
福岡県福岡市西区の元岡古墳群G群6号墳から出土した金象嵌銘のある大刀。古墳から出土した金象嵌銘の大刀としては日本で3例目という。長さは74センチ、刀身の棟には「大歳庚寅正月六日庚寅日時作刀凡十二果□」（最後の字は「練」か）の19文字が金象嵌で表されている。庚寅年の正月六日が庚寅となるのは、西暦570年にあたる。2019年国の重要文化財に指定。

## 岡田山1号墳出土の「額田部臣」銘大刀
島根県松江市大草町の岡田山1号墳から出土した鉄刀である。1915年（大正4年）に土地所有者によって岡田山1号墳が発見された際の出土品で、保存修理中の1984年（昭和59年）に銀象嵌の銘文が検出された。出土当時は完存しており全長は約82センチメートルであったが、その後刀身の上半部が失われ残存長は52センチメートルである。銘文もわずか末尾の12文字が残っているに過ぎず、確認できる銘文は「各田卩臣□□□素□大利□」である。
「各田卩臣」は「額田部臣（ぬかたべのおみ）」と読む。ウジに関する史料としては隅田八幡宮人物画像鏡に次いで二番目に古い例であり、部民制の表記としての「部」の最も古い史料である。額田部臣は出雲臣と同族であり、出雲国大原郡を本拠としていた。

## 熊本城跡出土の「甲子年」銘文鉄刀
熊本県熊本市中央区の熊本城跡から出土した鉄刀である。2022年に実施された理化学器材を用いた文化財調査によって象嵌銘文が発見された。出土状態としては遺構に伴っていなかったが、本来は付近に存在する千葉城横穴に副葬されていたものである可能性がある。鉄刀は全長約55センチメートルと大刀としては短いもので、柄頭を金属板で包む袋頭大刀であるとされる。
X線解析によって確認された銘文は6文字で、「甲子年五□□」が判読されているが、象嵌材質、書体などの詳細は2023年現在は不明である。鉄刀の形態的特徴から、銘文の「甲子年」は604年を指す可能性が高い。

## 箕谷2号墳出土の「戊辰年」銘鉄刀
1984年（昭和59年）兵庫県養父市八鹿町（ようかちょう）小山の箕谷2号墳から出土した鉄刀である。
現存長68センチメートルほどの鉄刀の佩裏（はきうら）に「戊辰年五月□」の銅象嵌で記されている文字が見つかった。おそらくこの刀が造られた年紀と考えられる。この「戊辰（ぼしん）年」は、608年と推定されている。

## 四天王寺伝世の丙子椒林剣
大阪府大阪市の四天王寺に伝世する直刀。寺伝では聖徳太子の佩刀とされる。銘文は「丙子椒林」の4文字で、「丙子」が制作年、「椒林」は作者を示していると解釈される。

## 伝群馬県の古墳出土の金錯銘直刀身
群馬県立歴史博物館所蔵品。群馬県内の古墳から出土したと伝えられるが詳細は不明。金象嵌の銘文をもつことが判明しているが、6-7字であることがかろうじて分かる程度で銘文は不明瞭。刀身の形態から7世紀のものとする説がある。